# Departamentul de Sociologie și Asistență Socială
Departamentul de Sociologie și Asistență Socială este un departament didactic din cadrul Facultății de Filosofie și Științe Social-Politice, Universitatea „Alexandru Ioan Cuza” din Iași. Este cel mai mare departament din cadrul facultății, atât din punct de vedere al numărului de cadre didactice titulare, cât și din punct de vedere al numărului de studenți și al programelor de licență și masterat gestionate. 

## Programe de studii
Departamentul gestionează trei programe de licență și cinci programe de masterat.

### Programe de licență:
- Sociologie (capacitate de școlarizare 100 locuri / an - IF)
- Resurse umane (capacitate de școlarizare 120 locuri / an - IF)
- Asistență socială (capacitate de școlarizare 315 locuri / an - IF; 75 locuri / an - ID)

Programele de licenta functionează în conformitate cu sistemul Bologna si sunt acreditate de Agenția Română de Asigurare a Calității în Învățământul Superior (ARACIS). Durata studiilor este de 3 ani (6 semestre) și sunt acumulate 180 credite ECTS. 

### Programe de masterat:
- Sociologia organizațiilor și a resurselor umane (domeniul sociologie)
- Securitate comunitară și controlul violenței (domeniul sociologie)
- Familia și managementul resurselor familiale (domeniul asistență socială)
- Probațiune, mediere și asistența socială a victimelor infracțiunilor (domeniul asistență socială)
- Supervizare și planificare socială (domeniul asistență socială)
- Lifelong Well-Being and Healthy Ageing (domeniul asistență socială)

Programele de masterat funcționează în conformitate cu sistemul Bologna si sunt acreditate de Agenția Română de Asigurare a Calității în Învățământul Superior (ARACIS). Durata studiilor este de 2 ani (4 semestre) și sunt acumulate 120 credite ECTS. 

## Scurt istoric
Primul curs de Sociologie din cadrul Universității din Iași a fost susținut in anul 1897 de catre profesorul Constantin Leonardescu. Din anul 1910 Catedra de Sociologie de la Iași este ocupată de Dimitrie Gusti, iar din 1920 de către Petre Andrei. Din 1941 catedra este preluată de către Alexandru Claudian până în anul 1948 când sociologia este eliminată ca disciplină din curricula universităților românești. 
Sociologia este reintrodusă în Universitatea din Iași în anul 1967. Cursurile de sociologie au fost susținute de către profesorii Iosif Natansohn, Petre Dumitrescu, Vasile Miftode și Anton Carpinschi    
Catedra de Sociologie a fost înființată în anul 1990 de profesorul Vasile Miftode și condusă de acesta până în anul 2007. În perioada 2007 – 2016 conducerea catedrei / departamentului a fost asigurată de Prof.Univ.Dr. Dumitru Stan (în anul 2012 a fost adoptată organizarea sub forma Departamentului de Sociologie și Asistență Socială). Din anul 2016 Directorul Departamentului este Conf.Univ.Dr. Romeo Asiminei. 
Scurt istoric:
- 1897 - 1907 - Fundamentarea sociologiei (Constantin Leonardescu)
- 1910 - 1940 - Instituționalizarea sociologiei (Dimitrie Gusti; Petre Andrei)
- 1941 - 1947 - Rezistența sociologiei (Alexandru Claudian)
- 1966 - 1989 - Reinstituționalizarea sociologiei (Iosif Nathanson; Petre Dumitrescu; Vasile Miftode; Anton Carpinschi)
- 1990 - 2007 - Modernizarea sociologiei și instituționalizarea asistenței sociale (Vasile Miftode)

Etapele dezvoltării instituționale:
| Anul      | Denumire catedră/departament                     | Șef de catedră/departament   |
| --------- | ------------------------------------------------ | ---------------------------- |
| 1990-1991 | Catedra de Sociologie și politologie             | Prof.Univ.Dr. Vasile Miftode |
| 1991-1992 | Catedra de Sociologie                            | Prof.Univ.Dr. Vasile Miftode |
| 1992-1996 | Catedra de Sociologie și etnologie               | Prof.Univ.Dr. Vasile Miftode |
| 1996-2007 | Catedra de Sociologie și Asistență Socială       | Prof.Univ.Dr. Vasile Miftode |
| 2007-2012 | Catedra de Sociologie și Asistență Socială       | Conf.Univ.Dr. Dumitru Stan   |
| 2012-2016 | Departamentul de Sociologie și Asistență Socială | Conf.Univ.Dr. Dumitru Stan   |
| 2016-     | Departamentul de Sociologie și Asistență Socială | Conf.Univ.Dr. Romeo Asiminei |

## Studenții
Situația studenților la data de 1 octombrie 2022:
| Nivel de studii | Domeniu           | Specializare                                                         | Forma de învățământ | Număr studenți |
| --------------- | ----------------- | -------------------------------------------------------------------- | ------------------- | -------------- |
| Licență         | Sociologie        | Sociologie                                                           | cu frecvență        | 107            |
| Licență         | Sociologie        | Resurse umane                                                        | cu frecvență        | 291            |
| Licență         | Asistență socială | Asistență socială                                                    | cu frecvență        | 637            |
| Licență         | Asistență socială | Asistență socială                                                    | la distanță         | 148            |
| Masterat        | Sociologie        | Sociologia organizațiilor și a resurselor umane                      | cu frecvență        | 81             |
| Masterat        | Sociologie        | Securitate comunitară și controlul violenței                         | cu frecvență        | 0              |
| Masterat        | Asistență socială | Familia și managementul resurselor familiale                         | cu frecvență        | 101            |
| Masterat        | Asistență socială | Probațiune, mediere și asistența socială a victimelor infracțiunilor | cu frecvență        | 78             |
| Masterat        | Asistență socială | Supervizare și planificare socială                                   | cu frecvență        | 27             |
| Masterat        | Asistență socială | Lifelong Well-Being and Healthy Ageing                               | cu frecvență        | 8              |
| Doctorat*       | Sociologie        | Sociologie                                                           | cu frecvență        | 48             |

* studiile de doctorat în domeniul Sociologie sunt gestionate de Departamentul Școala doctorală (conducători de doctorat titulari: Prof.Univ.Dr. Daniela Cojocaru, Prof.Univ.Dr. Ștefan Cojocaru, Prof.Univ.Dr. Cristina Gavriluță, Prof.Univ.Dr. Nicu Gavriluță, Prof.Univ.Dr. Daniela Șoitu; conducători de doctorat asociați: Prof.Univ.Dr. Doina Balahur, Prof.Univ.Dr. Mihai Dinu Gheorghiu, Prof.Univ.Dr. Dumitru Stan).

## Managementul Departamentului

### Director de departament:
- Conf.Univ.Dr. Romeo Asiminei

### Consiliul departamentului:
- Conf.Univ.Dr. Nina Mihaela Mihalache
- Conf.Univ.Dr. Mihaela Rădoi
- Lect.Univ.Dr. Camelia Medeleanu

## Membrii titulari ai departamentului 2022-2023
- Prof.Univ.Dr. Daniela Cojocaru
- Prof.Univ.Dr. Ștefan Cojocaru
- Prof.Univ.Dr. Cristina Gavriluță
- Prof.Univ.Dr. Nicu Gavriluță
- Prof.Univ.Dr. Adrian Netedu
- Prof.Univ.Dr. Conțiu Tiberiu Cristi Șoitu
- Prof.Univ.Dr. Daniela Tatiana Șoitu
- Conf.Univ.Dr. Romeo Asiminei
- Conf.Univ.Dr. Gabriela Irimescu
- Conf.Univ.Dr. Dan Lungu
- Conf.Univ.Dr. Maria Marinela Mihăilă
- Conf.Univ.Dr. Nina Mihalache
- Conf.Univ.Dr. Mihaela Rădoi
- Lect.Univ.Dr. Alexandru Apostol
- Lect.Univ.Dr. Camelia Medeleanu
- Lect.Univ.Dr. Nicoleta Moron
- Lect.Univ.Dr. Carmen Palaghia
- Lect.Univ.Dr. Lucian Sfetcu
- Lect.Univ.Dr. Roxana Vasiliu
- Asist.Univ.Dr. Alexandra Damaschin